# 貝里琉空軍基地
貝里琉空軍基地（FAA代碼：C23）是一座位於帛琉貝里琉州的空軍基地，主要功能是提供美國空軍以及少數民航業務使用。

## 航空公司與目的地
| 航空公司 | 目的地         |
| -------- | -------------- |
| 貝琉航空 | 安加爾、科羅爾 |